# Mikroiniekcja
Mikroiniekcja – metoda umożliwiająca kontrolowane, bezpośrednie wprowadzanie dowolnego rodzaju substancji do pojedynczej, obserwowanej w mikroskopie komórki. Dzięki tej metodzie można wprowadzać do komórek DNA, RNA, białka a nawet mitochondria.